# Friedrich-Franz von Brühl
Maria Friedrich-Franz Johannes Moritz Cyriakus Hubertuis Graf von Brühl (* 8. August 1848 in Pförten; † 11. Juli 1911 in Pförten) war ein freier Standesherr und Politiker.

## Familie
Brühl entstammte dem eines alten sächsisch-thüringischen Adelsgeschlechts mit Stammhaus auf Gangloffsömmern in Thüringen, das vor allem in Sachsen zu Macht und Einfluss geraten war. Die im Familienbesitz befindliche Standesherrschaft Pförten geriet als Folge des Siebenjährigen Krieges in preußisches Hoheitsgebiet, blieb aber im Besitz der Familie und begründete den Anspruch auf einen erblichen Sitz im preußischen Herrenhaus.
Brühl war Sohn des Standesherrn und Herrenhausmitglieds Friedrich Stephan Graf von Brühl (1819–1893) und seiner Ehefrau Paula Gräfin von Spee (1826–1889). Regierungspräsident Franz von Brühl (1852–1928) war sein jüngerer Bruder. Graf Friedrich Franz von Brühl heiratete Bertha Prinzessin von Lobkowitz (1851–1887). Das Paar hatte neun Kinder:
- Friedrich-Joseph (* 27. März 1875; † 24. Januar 1949)
- Joseph Ferdinand (* 17. Mai 1876; † 7. Dezember 1887)
- Maria Anna (* 5. Oktober 1877; † 15. Oktober 1968)
- Paula (* 11. Juli 1879; † 12. November 1882)
- Johannes (* 21. Februar 1881; † 10. Januar 1947)
- Georg (* 18. Oktober 1882; † 15. Mai 1976)
- August (* 10. Januar 1884; † 12. Januar 1946)
- Vincenz (* 30. Juli 1885; † 31. August 1970)
- Maria Sidonia (* 10. Februar 1887; † 12. Februar 1963)

## Leben
Brühl erbte 1893 als Freier Standesherr die Herrschaft Pförten und weitere Güter in Forst, Kohlo, Oegeln, Kümmelitz, Mehlen und Gangloffsömmern.
Seit 1893 nahm er den erblichen Sitz der Familie im preußischen Herrenhaus ein. Er gehörte dem Herrenhaus bis zu seinem Tode 1911 an.
Graf Brühl-Pförten wird im Jahrbuch der Millionäre des Königreiches Preußen erwähnt, mit einem geschätzten Vermögen von 11 Millionen Reichsmark und einem zeitweiligen Einkommen von 0,39 Millionen Reichsmark.